# Landtagswahlkreis Brandenburg an der Havel I/Potsdam-Mittelmark I
Der Wahlkreis Brandenburg an der Havel I/Potsdam-Mittelmark I (Wahlkreis 16) ist ein Landtagswahlkreis in Brandenburg. Er umfasst die Stadtteile Görden und Plaue der kreisfreien Stadt Brandenburg an der Havel und aus dem Landkreis Potsdam-Mittelmark die Gemeinden Groß Kreutz (Havel) und Kloster Lehnin sowie die Ämter Beetzsee, Brück, Wusterwitz und Ziesar. Wahlberechtigt waren bei der letzten Landtagswahl 43.838 Einwohner.
Zur Landtagswahl 2024 kam auch das Amt Brück, das vorher zum Landtagswahlkreis Potsdam-Mittelmark II gehörte, hinzu.

## Übersicht
Gewählter Direktkandidat
- 1990: Andreas Kuhnert (SPD)
- 1994: Andreas Kuhnert (SPD)
- 1999: Andreas Kuhnert (SPD)
- 2004: Andreas Kuhnert (SPD)
- 2009: Andreas Kuhnert (SPD)
- 2014: Andreas Kuhnert (SPD)
- 2019: Udo Wernitz (SPD)
- 2024: Udo Wernitz (SPD)

Zweitstimmenanteile der Parteien in Prozent
| Jahr | Wbt. | SPD  | LINKE PDS | CDU  | FDP | Grüne | DVU | NPD | BVB/FW | AfD  | Tierschutz | BSW  | Sonstige |
| ---- | ---- | ---- | --------- | ---- | --- | ----- | --- | --- | ------ | ---- | ---------- | ---- | -------- |
| 1999 | 53,0 | 39,2 | 20,9      | 29,9 | 2,0 | 1,5   | 5,5 |     |        |      |            |      | 1,1      |
| 2004 | 53,0 | 32,4 | 26,1      | 21,8 | 3,6 | 2,7   | 6,7 |     |        |      |            |      | 6,7      |
| 2009 | 64,0 | 35,1 | 26,1      | 21,8 | 6,5 | 3,8   | 1,3 | 2,9 | 1,4    |      |            |      | 1,1      |
| 2014 | 43,9 | 36,2 | 17,0      | 25,2 | 1,5 | 4,5   |     |     | 1,4    | 11,0 |            |      | 3,2      |
| 2019 | 59,4 | 27,5 | 09,2      | 18,4 | 4,0 | 9,0   |     |     | 5,0    | 23,0 | 2,5        |      | 1,4      |
| 2024 | 73,7 | 30,4 | 02,3      | 13,9 | 0,7 | 3,0   |     |     | 2,5    | 29,3 | 2,0        | 14,5 | 1,4      |

## Landtagswahl 2024
Bei der Landtagswahl 2024 wurde Udo Wernitz im Wahlkreis direkt gewählt. Die weiteren Wahlkreisergebnisse:
| Gegenstand der Nachweisung | Gegenstand der Nachweisung | Erst- stimmen | Erst- stimmen | Zweit- stimmen | Zweit- stimmen |
| Bewerber                   | Partei                     | Anzahl        | %             | Anzahl         | %              |
| -------------------------- | -------------------------- | ------------- | ------------- | -------------- | -------------- |
| Wahlberechtigte            | Wahlberechtigte            | 52.468        | –             | 52.468         | –              |
| Wählende                   | Wählende                   | 38.693        | 73,7          | 38.693         | 73,7           |
| Ungültige Stimmen          | Ungültige Stimmen          | 546           | 01,4          | 326            | 00,8           |
| Gültige Stimmen            | Gültige Stimmen            | 38.147        | 98,6          | 38.367         | 99,2           |
| davon                      |                            |               |               |                |                |
| Udo Wernitz                | SPD                        | 12.246        | 32,1          | 11.646         | 30,4           |
| Lars Hünich                | AfD                        | 12.047        | 31,6          | 11.256         | 29,3           |
| Kevin Bolz                 | CDU                        | 8.381         | 22,0          | 5.318          | 13,9           |
| Nicole Stroncik            | GRÜNE                      | 782           | 02,0          | 1.158          | 03,0           |
| Claudia Wipfli             | Die Linke                  | 1.601         | 04,2          | 869            | 02,3           |
| Thomas Schulz              | BVB/FW                     | 2.515         | 06,6          | 969            | 02,5           |
| Simone Kraatz              | FDP                        | 575           | 01,5          | 268            | 00,7           |
| –                          | Tierschutzpartei           | –             | –             | 754            | 02,0           |
| –                          | Plus (Piraten, ÖDP, Volt)  | –             | –             | 269            | 00,7           |
| –                          | BSW                        | –             | –             | 5.568          | 14,5           |
| –                          | III. Weg                   | –             | –             | 29             | 00,1           |
| –                          | DKP                        | –             | –             | 26             | 00,1           |
| –                          | DLW                        | –             | –             | 176            | 00,5           |
| –                          | WU                         | –             | –             | 61             | 00,2           |

## Landtagswahl 2019
Bei der Landtagswahl 2019 wurde Udo Wernitz im Wahlkreis direkt gewählt. Die weiteren Wahlkreisergebnisse:
| Gegenstand der Nachweisung | Gegenstand der Nachweisung | Erst- stimmen | Erst- stimmen | Zweit- stimmen | Zweit- stimmen |
| Bewerber                   | Partei                     | Anzahl        | %             | Anzahl         | %              |
| -------------------------- | -------------------------- | ------------- | ------------- | -------------- | -------------- |
| Wahlberechtigte            | Wahlberechtigte            | 43.316        | –             | 43.316         | –              |
| Wählende                   | Wählende                   | 25.733        | 59,4          | 25.733         | 59,4           |
| Ungültige Stimmen          | Ungültige Stimmen          | 438           | 01,7          | 385            | 01,5           |
| Gültige Stimmen            | Gültige Stimmen            | 25.295        | 98,3          | 25.348         | 98,5           |
| davon                      |                            |               |               |                |                |
| Udo Wernitz                | SPD                        | 6.649         | 26,3          | 6.964          | 27,5           |
| Franz Herbert Schäfer      | CDU                        | 5.166         | 20,4          | 4.668          | 18,4           |
| Andreas Bernig             | Die Linke                  | 2.674         | 10,6          | 2.341          | 09,2           |
| Lars Hünich                | AfD                        | 5.519         | 21,8          | 5.827          | 23,0           |
| Vincent Bartolain          | GRÜNE                      | 2.167         | 08,6          | 2.269          | 09,0           |
| Thomas Schulz              | BVB/FW                     | 1.884         | 07,4          | 1.274          | 05,0           |
| Matti Karstedt             | FDP                        | 1.059         | 04,2          | 1.021          | 04,0           |
| Corinna Conrad             | Deutsche Konservative      | 177           | 00,7          | –              | –              |
|                            | ÖDP                        | –             | –             | 119            | 00,5           |
|                            | Tierschutzpartei           | –             | –             | 646            | 02,5           |
|                            | PIRATEN                    | –             | –             | 160            | 00,6           |
|                            | V-Partei³                  | –             | –             | 59             | 00,2           |

## Landtagswahl 2014
Bei der Landtagswahl 2014 wurde Andreas Kuhnert im Wahlkreis direkt gewählt. Die weiteren Wahlkreisergebnisse:
| Gegenstand der Nachweisung | Gegenstand der Nachweisung | Erst- stimmen | Erst- stimmen | Zweit- stimmen | Zweit- stimmen |
| Bewerber                   | Partei                     | Anzahl        | %             | Anzahl         | %              |
| -------------------------- | -------------------------- | ------------- | ------------- | -------------- | -------------- |
| Wahlberechtigte            | Wahlberechtigte            | 43.838        | –             | 43.838         | –              |
| Wählende                   | Wählende                   | 19.256        | 43,9          | 19256          | 43,9           |
| Ungültige Stimmen          | Ungültige Stimmen          | 471           | 02,4          | 281            | 01,5           |
| Gültige Stimmen            | Gültige Stimmen            | 18.785        | 97,6          | 18.975         | 98,5           |
| davon                      |                            |               |               |                |                |
| Andreas Kuhnert            | SPD                        | 7.331         | 39,0          | 6.873          | 36,2           |
| Knut Große                 | CDU                        | 5.508         | 29,3          | 4.778          | 25,2           |
| Andreas Bernig             | Die Linke                  | 3.549         | 18,9          | 3.218          | 17,0           |
| –                          | AfD                        | –             | –             | 2.080          | 11,0           |
| Karl-Heinz Schulze         | GRÜNE                      | 798           | 04,2          | 853            | 04,5           |
| Matti Karstedt             | FDP                        | 437           | 02,3          | 287            | 01,5           |
| Thomas Schulz              | BVB/FW                     | 959           | 05,1          | 270            | 01,4           |
| –                          | PIRATEN                    | –             | –             | 206            | 01,1           |
| –                          | sonstige                   | 203           | 01,1          | 410            | 02,2           |

## Landtagswahl 2009
Bei der Landtagswahl 2009 wurde Andreas Kuhnert im Wahlkreis direkt gewählt. Die weiteren Wahlkreisergebnisse:
| Gegenstand der Nachweisung | Gegenstand der Nachweisung | Erst- stimmen | Erst- stimmen | Zweit- stimmen | Zweit- stimmen |
| Bewerber                   | Partei                     | Anzahl        | %             | Anzahl         | %              |
| -------------------------- | -------------------------- | ------------- | ------------- | -------------- | -------------- |
| Wahlberechtigte            | Wahlberechtigte            | 45.775        | –             | 45.775         | –              |
| Wählende                   | Wählende                   | 29.288        | 64,0          | 29.288         | 64,0           |
| Ungültige Stimmen          | Ungültige Stimmen          | 1.054         | 03,6          | 850            | 02,9           |
| Gültige Stimmen            | Gültige Stimmen            | 28.234        | 96,4          | 28.438         | 97,1           |
| davon                      |                            |               |               |                |                |
| Andreas Kuhnert            | SPD                        | 9.308         | 33,0          | 9.972          | 35,1           |
| Bernd Lachmann             | Die Linke                  | 7.744         | 27,4          | 7.411          | 26,1           |
| Knut Große                 | CDU                        | 7.001         | 24,8          | 6.190          | 21,8           |
| –                          | DVU                        | –             | –             | 357            | 01,3           |
| Martin Köhler              | GRÜNE                      | 1.058         | 03,7          | 1.093          | 03,8           |
| Florian Linckus            | FDP                        | 1.422         | 05,0          | 1.839          | 06,5           |
| –                          | 50 Plus                    | –             | –             | 97             | 00,3           |
| –                          | DKP                        | –             | –             | 22             | 00,1           |
| –                          | REP                        | –             | –             | 51             | 00,2           |
| –                          | Die-Volksinitiative        | –             | –             | 54             | 00,2           |
| Christian Schuh            | NPD                        | 967           | 03,4          | 830            | 02,9           |
| –                          | RRP                        | –             | –             | 131            | 00,5           |
| Thomas Schulz              | Freie Wähler               | 605           | 02,1          | 391            | 01,4           |
| Olaf Leonhardt             | Einzelbewerber             | 129           | 00,5          | –              | –              |

## Landtagswahl 2004
Bei der Landtagswahl 2004 wurde Andreas Kuhnert im Wahlkreis direkt gewählt. Die Landtagswahl 2004 hatte folgendes Ergebnis:
| Gegenstand der Nachweisung | Gegenstand der Nachweisung | Erst- stimmen | Erst- stimmen | Zweit- stimmen | Zweit- stimmen |
| Bewerber                   | Partei                     | Anzahl        | %             | Anzahl         | %              |
| -------------------------- | -------------------------- | ------------- | ------------- | -------------- | -------------- |
| Wahlberechtigte            | Wahlberechtigte            | 46.524        | –             | 46.524         | –              |
| Wählende                   | Wählende                   | 24.649        | 53,0          | 24.649         | 53,0           |
| Ungültige Stimmen          | Ungültige Stimmen          | 751           | 03,0          | 530            | 02,2           |
| Gültige Stimmen            | Gültige Stimmen            | 23.898        | 96,4          | 24.119         | 97,1           |
| davon                      |                            |               |               |                |                |
| Andreas Kuhnert            | SPD                        | 7.245         | 30,3          | 7.808          | 32,4           |
| Knut Große                 | CDU                        | 5.980         | 25,0          | 5.262          | 21,8           |
| Bernd Lachmann             | PDS                        | 6.938         | 29,0          | 6.300          | 26,1           |
| –                          | DVU                        | –             | –             | 1.606          | 06,7           |
| Martin Köhler              | Grüne                      | 712           | 03,0          | 648            | 02,7           |
| Hans-Joachim Gappert       | FDP                        | 1.168         | 04,9          | 876            | 03,6           |
| –                          | AfW                        | –             | –             | 58             | 00,2           |
| Manfred Friedrich          | AUB-Brandenburg            | 581           | 02,4          | 167            | 00,7           |
| –                          | DKP                        | –             | –             | 28             | 00,1           |
| Marija Urbanc              | Graue                      | 809           | 03,4          | 306            | 01,3           |
| –                          | Familie                    | –             | –             | 701            | 02,9           |
| –                          | 50Plus                     | –             | –             | 82             | 00,3           |
| Peter Möller               | JA                         | 465           | 01,9          | 138            | 00,6           |
| –                          | Offensive D                | –             | –             | 18             | 00,1           |
| –                          | BRB                        | –             | –             | 121            | 00,5           |

## Landtagswahl 1999
Bei der Landtagswahl 1999 wurde Andreas Kuhnert im Wahlkreis direkt gewählt. Die Landtagswahl 1999 hatte folgendes Ergebnis:
| Gegenstand der Nachweisung | Gegenstand der Nachweisung | Erst- stimmen | Erst- stimmen | Zweit- stimmen | Zweit- stimmen |
| Bewerber                   | Partei                     | Anzahl        | %             | Anzahl         | %              |
| -------------------------- | -------------------------- | ------------- | ------------- | -------------- | -------------- |
| Wahlberechtigte            | Wahlberechtigte            | 43.674        | –             | 43.674         | –              |
| Wählende                   | Wählende                   | 23.166        | 53,0          | 23.166         | 53,0           |
| Ungültige Stimmen          | Ungültige Stimmen          | 569           | 02,5          | 397            | 01,7           |
| Gültige Stimmen            | Gültige Stimmen            | 22.597        | 97,5          | 22.769         | 98,3           |
| davon                      |                            |               |               |                |                |
| Andreas Kuhnert            | SPD                        | 8.645         | 38,3          | 8.918          | 39,2           |
| ?                          | CDU                        | 7.606         | 33,7          | 6.802          | 29,9           |
| ?                          | PDS                        | 5.111         | 22,6          | 4.755          | 20,9           |
| –                          | DVU                        | –             | –             | 1.244          | 05,5           |
| ?                          | FDP                        | 583           | 02,6          | 453            | 02,0           |
| ?                          | Grüne                      | 486           | 0202          | 340            | 01,5           |
| –                          | sonstige                   | –             | –             | 257            | 01,1           |

Anmerkung: 
Die 1999 erzielten Erststimmen-Ergebnisse wurden auf die neue Wahlkreiseinteilung von 2004 umgerechnet. Dabei wurden die Ergebnisse der Erststimme den jeweiligen Parteien, politischen Vereinigungen bzw. Einzelbewerbern zugeordnet und sind daher nicht im Zusammenhang mit den Wahlkreisbewerbern zu sehen.